# Уршуля Радванська
Уршуля Радванська (пол. Urszula Radwańska, нар. 7 грудня 1990) — польська професійна тенісистка, молодша сестра Агнешки Радванської.

## Фінали турнірів WTA

### Одиночний розряд: 2 поразки
| Перемога — Легенда                  |
| ----------------------------------- |
| Турніри Великого шолома (0–0)       |
| Турніри WTA Tour (0–0)              |
| Premier Mandatory & Premier 5 (0–0) |
| Premier (0–0)                       |
| International (0–2)                 |

| Титули за покриттям |
| ------------------- |
| Тверде (0–1)        |
| Трава (0–1)         |
| Ґрунт (0–0)         |
| Килим (0–0)         |

| Результат | Ранг | Дата           | Турнір                                                         | Покриття | Опонент       | Рахунок  |
| --------- | ---- | -------------- | -------------------------------------------------------------- | -------- | ------------- | -------- |
| Поразка   | 1.   | 23 червня 2012 | Rosmalen Grass Court Championships, 'с-Гертогенбос, Нідерланди | Трава    | Надія Петрова | 4–6, 3–6 |
| Поразка   | 2.   | 26 липня 2015  | Istanbul Cup, Туреччина                                        | Тверде   | Леся Цуренко  | 5–7, 1–6 |

### Парний розряд: 1 титул
| Перемога — Легенда                  |
| ----------------------------------- |
| Турніри Великого шолома (0–0)       |
| Турніри WTA Tour (0–0)              |
| Premier Mandatory & Premier 5 (0–0) |
| Premier (0–0)                       |
| International (1–0)                 |

| Титули за покриттям |
| ------------------- |
| Тверде (0–0)        |
| Трава (0–0)         |
| Ґрунт (1–0)         |
| Килим (0–0)         |

| Результат | Ранг | Дата           | Турнір                  | Покриття | Партнер            | Опоненти                | Рахунок  |
| --------- | ---- | -------------- | ----------------------- | -------- | ------------------ | ----------------------- | -------- |
| Перемога  | 1.   | 21 травня 2007 | Istanbul Cup, Туреччина | Ґрунт    | Агнешка Радванська | Латіша Чжань Саня Мірза | 6–1, 6–3 |

## Фінали ITF

### Одиночний розряд 10 (4–6)
| Турніри $100,000 |
| Турніри $75,000  |
| Турніри $50,000  |
| Турніри $25,000  |
| Турніри $10,000  |

| Результат | Ранг | Дата              | Турнір                        | Покриття   | Опонент                     | Рахунок       |
| --------- | ---- | ----------------- | ----------------------------- | ---------- | --------------------------- | ------------- |
| Перемога  | 1.   | 2 квітня 2006     | Бат (Англія), Велика Британія | Тверде     | Валері Тетро                | 7–6(8–6), 6–2 |
| Поразка   | 1.   | 14 травня 2006    | Варшава, Польща               | Ґрунт      | Наталія Колат               | 6–3, 5–7, 1–6 |
| Поразка   | 2.   | 18 листопада 2007 | Куньмін, КНР                  | Тверде     | Яніна Вікмаєр               | 5–7, 4–6      |
| Перемога  | 2.   | 28 липня 2008     | Ванкувер, Канада              | Тверде     | Жулі Куен                   | 2–6, 6–3, 7–5 |
| Поразка   | 3.   | 20 грудня 2008    | Дубай (місто), ОАЕ            | Тверде     | Дяченко Віталія Анатоліївна | 5–7, 6–2, 5–7 |
| Поразка   | 4.   | 18 жовтня 2010    | Сен-Рафаель (Вар), Франція    | Тверде     | Алісон Ріск                 | 4–6, 2–6      |
| Перемога  | 3.   | 7 листопада 2010  | Ісманінг, Німеччина           | Килим      | Андреа Главачкова           | 7–5, 6–4      |
| Перемога  | 4.   | 9 червня 2012     | Ноттінгем, Велика Британія    | Трава      | Коко Вандевей               | 6–1, 4–6, 6–1 |
| Поразка   | 5.   | 13 жовтня 2014    | Жуе-ле-Тур, Франція           | Тверде (i) | Каріна Віттгефт             | 3–6, 6–7(6–8) |
| Поразка   | 6.   | 22 квітня 2018    | Обідуш                        | Килим      | Кеті Болтер                 | 6–4, 3–6, 3–6 |

### Парний розряд 15 (10–5)
| Турніри $100,000 |
| Турніри $75,000  |
| Турніри $50,000  |
| Турніри $25,000  |
| Турніри $10,000  |

| Результат | Ранг | Дата              | Турнір                        | Покриття   | Партнер                    | Опоненти                                               | Рахунок          |
| --------- | ---- | ----------------- | ----------------------------- | ---------- | -------------------------- | ------------------------------------------------------ | ---------------- |
| Перемога  | 1.   | 14 серпня 2005    | Гдиня, Польща                 | Ґрунт      | Агнешка Радванська         | Katerina Avdiyenko Natalia Bogdanova                   | 6–1, 6–1         |
| Перемога  | 2.   | 21 серпня 2005    | Кендзежин-Козьле, Польща      | Ґрунт      | Агнешка Радванська         | Рената Ворачова Сандра Заглавова                       | 6–1, 6–4         |
| Поразка   | 1.   | 30 жовтня 2005    | Стамбул, Туреччина            | Тверде     | Агнешка Радванська         | Zsofia Gubasci Марія Коритцева                         | 3–6, 3–6         |
| Поразка   | 2.   | 6 листопада 2005  | Мінськ, Білорусь              | Килим      | Агнешка Радванська         | Деголевич Катерина Михайлівна Кустова Дар\'я Андріївна | 3–6, 3–6         |
| Перемога  | 3.   | 19 лютого 2006    | Бухен, Німеччина              | Килим      | Katerina Avdiyenko         | Lucie Kreigsmanova Zuzana Zálabská                     | w/o              |
| Перемога  | 4.   | 2 квітня 2006     | Бат (Англія), Велика Британія | Тверде     | Martina Babáková           | Marie-Perrine Baudouin Karla Mraz                      | 6–3, 6–1         |
| Поразка   | 3.   | 13 травня 2006    | Варшава, Польща               | Ґрунт      | Юстіна Озга                | Irina Kuzmina Oksana Teplyakova                        | 0–6, 1–6         |
| Поразка   | 4.   | 10 лютого 2007    | Tipton, Велика Британія       | Тверде (i) | Ликіна Ксенія Валентинівна | Кім Кілсдонк Elise Tamaëla                             | 3–6, 3–6         |
| Перемога  | 5.   | 18 лютого 2007    | Біберах-на-Рісі, Німеччина    | Тверде     | Братчикова Ніна Олегівна   | Дарія Юрак Sandra Martinović                           | 6–2, 6–0         |
| Перемога  | 6.   | 18 серпня 2007    | Бронкс, США                   | Тверде     | Луціє Градецька            | Марія Коритцева Кустова Дар\'я Андріївна               | 6–3, 1–6, 6–1    |
| Перемога  | 7.   | 18 листопада 2007 | Куньмін, КНР                  | Тверде     | Яніна Вікмаєр              | Хань Сіюнь Сюй Їфань                                   | 6–4, 6–1         |
| Перемога  | 8.   | 9 листопада 2008  | Краків, Польща                | Тверде     | Анджелік Кербер            | Ольга Брозда Сандра Заневська                          | 6–3, 6–2         |
| Поразка   | 5.   | 11 жовтня 2010    | Токіо, Японія                 | Тверде     | Савчук Ольга Миколаївна    | Джилл Крейбас Тамарін Танасугарн                       | 3–6, 1–6         |
| Перемога  | 9.   | 8 липня 2011      | Biarritz, Франція             | Ґрунт      | Олександра Панова          | Сема Еріка Roxane Vaisemberg                           | 6–2, 6–1         |
| Перемога  | 10.  | 13 травня 2012    | Cagnes-sur-Mer, Франція       | Ґрунт      | Олександра Панова          | Каталін Мароші Рената Ворачова                         | 7–5, 4–6, [10–6] |

## Юніорські фінали турнірів Великого шолома

### Одиночний розряд (2)
| Результат | Ранг | Дата           | Турнір    | Покриття | Опонент         | Рахунок            |
| --------- | ---- | -------------- | --------- | -------- | --------------- | ------------------ |
| Перемога  | 1.   | 8 липня 2007   | Wimbledon | Трава    | Медісон Бренгл  | 2–6, 6–3, 6–0      |
| Поразка   | 1.   | 9 вересня 2007 | US Open   | Тверде   | Крістіна Кучова | 3–6, 6–1, 6–7(4–7) |

### Парний розряд (4)
| Результат | Ранг | Рік  | Турнір                                      | Покриття | Партнер                        | Опоненти                                                     | Рахунок          |
| --------- | ---- | ---- | ------------------------------------------- | -------- | ------------------------------ | ------------------------------------------------------------ | ---------------- |
| Поразка   | 1.   | 2007 | Відкритий чемпіонат Австралії з тенісу 2007 | Тверде   | Джулія Коен                    | Родіна Євгенія Сергіївна Арина Родіонова                     | 6–2, 3–6, 1–6    |
| Перемога  | 1.   | 2007 | French Open                                 | Ґрунт    | Мілевська Ксенія Володимирівна | Сорана Кирстя Алекса Ґлетч                                   | 6–1, 6–4         |
| Перемога  | 2.   | 2007 | Wimbledon Championships                     | Трава    | Анастасія Павлюченкова         | Дой Місакі Нара Курумі                                       | 6–4, 2–6, [10–7] |
| Перемога  | 3.   | 2007 | US Open                                     | Тверде   | Мілевська Ксенія Володимирівна | Калашникова Оксана В\'ячеславівна Ликіна Ксенія Валентинівна | 6–1, 6–2         |

## ITF junior results

### Одиночний розряд: 10 (5–5)
| Легенда (Перемоги-Поразки) |
| -------------------------- |
| Junior Grand Slam (1–1)    |
| Категорія GA (0–0)         |
| Категорія G1 (2–1)         |
| Категорія G2 (2–1)         |
| Категорія G3 (0–0)         |
| Категорія G4 (0–2)         |
| Категорія G5 (0–0)         |

| Результат | Ранг | Дата           | Турнір                                         | Місце                        | Покриття | Опонент                | Рахунок            |
| --------- | ---- | -------------- | ---------------------------------------------- | ---------------------------- | -------- | ---------------------- | ------------------ |
| Поразка   | 1.   | 15 серпня 2004 | International Турніри of Silesia               | Забже, Польща                | Ґрунт    | Агнешка Радванська     | 4–6, 4–6           |
| Поразка   | 2.   | 22 серпня 2004 | WKT Mera                                       | Варшава, Польща              | Ґрунт    | Анастасія Павлюченкова | 4–6, 6–2, 4–6      |
| Поразка   | 3.   | 23 січня 2005  | The 12th Slovak Junior Indoor Турнір           | Братислава, Словаччина       | Килим    | Агнешка Радванська     | 2–6, 6–7(1–7)      |
| Поразка   | 4.   | 17 липня 2005  | Sportastic Junior Open Wels                    | Вельс, Австрія               | Ґрунт    | Агнешка Радванська     | 2–6, 3–6           |
| Перемога  | 1.   | 22 січня 2006  | 13th Slovak Junior Indoor Турнір               | Братислава, Словаччина       | Килим    | Анна Коженяк           | 7–6(7–1), 7–5      |
| Перемога  | 2.   | 29 січня 2006  | 18th Czech International Junior Indoor Турніри | Пршеров, Чехія               | Килим    | Marlot Meddens         | 6–2, 6–2           |
| Перемога  | 3.   | 4 грудня 2006  | Eddie Herr International Junior Tennis Турніри | Брейдентон, США              | Тверде   | Сорана Кирстя          | 6–3, 6–1           |
| Перемога  | 4.   | 23 червня 2007 | 8th Gerry Weber Junior Open                    | Галле (Вестфалія), Німеччина | Трава    | Катажина Пітер         | 6–0, 6–3           |
| Перемога  | 5.   | 8 липня 2007   | Wimbledon Junior Турніри                       | London                       | Трава    | Медісон Бренгл         | 2–6, 6–3, 6–0      |
| Поразка   | 5.   | 9 вересня 2007 | US Open Junior Tennis Турніри                  | New York                     | Тверде   | Крістіна Кучова        | 3–6, 6–1, 6–7(4–7) |

### Парний розряд: 17 (16–1)
| Легенда (Перемоги-Поразки) |
| -------------------------- |
| Junior Grand Slam (3–1)    |
| Категорія GA (1–0)         |
| Категорія G1 (2–0)         |
| Категорія G2 (6–0)         |
| Категорія G3 (1–0)         |
| Категорія G4 (3–0)         |
| Категорія G5 (0–0)         |

| Результат | Ранг | Дата            | Турнір                                                 | Покриття | Партнер                        | Опонент                                                      | Рахунок          |
| --------- | ---- | --------------- | ------------------------------------------------------ | -------- | ------------------------------ | ------------------------------------------------------------ | ---------------- |
| Перемога  | 1.   | 17 січня 2004   | Берггайм (Австрія), Австрія                            | Килим    | Агнешка Радванська             | Татьяна Марія Miriam Steinhilber                             | 6–4, 6–0         |
| Перемога  | 2.   | 20 червня 2004  | Гдиня, Польща                                          | Ґрунт    | Агнешка Радванська             | Ieva Irbe Maria Spenceley                                    | 6–2, 6–2         |
| Перемога  | 3.   | 15 серпня 2004  | Забже, Польща                                          | Ґрунт    | Агнешка Радванська             | Alena Bayarchyk Katsarina Zheltova                           | 6–1, 6–4         |
| Перемога  | 4.   | 19 вересня 2004 | Прага, Чехія                                           | Ґрунт    | Агнешка Радванська             | Gabriela Bergmannová Eva Kadlecová                           | 3–6, 6–0, 7–5    |
| Перемога  | 5.   | 23 січня 2005   | Братислава, Словаччина                                 | Килим    | Агнешка Радванська             | Claudia Smolders Aude Vermoezen                              | 6–1, 6–0         |
| Перемога  | 6.   | 6 березня 2005  | Нюрнберг, Німеччина                                    | Килим    | Агнешка Радванська             | Катерина Макарова Родіна Євгенія Сергіївна                   | 6–4, 7–6(7–2)    |
| Перемога  | 7.   | 15 травня 2005  | Санкт-Пельтен, Австрія                                 | Ґрунт    | Агнешка Радванська             | Катержина Крамперова Таміра Пашек                            | 6–1, 6–2         |
| Перемога  | 8.   | 18 червня 2005  | Галле (Вестфалія), Німеччина                           | Трава    | Агнешка Радванська             | Юлія Гергес Ia Jikia                                         | 6–4, 6–2         |
| Перемога  | 9.   | 17 липня 2005   | Вельс, Австрія                                         | Ґрунт    | Агнешка Радванська             | Marrit Boonstra Renée Reinhard                               | 7–5, 6–2         |
| Перемога  | 10.  | 22 січня 2006   | Bratislava                                             | Килим    | Monika Kochanová               | Aleksandra Kulikova Anastasia Petukhova                      | 6–4, 0–6, 6–2    |
| Перемога  | 11.  | 29 січня 2006   | Пршеров, Чехія                                         | Килим    | Monika Kochanová               | Marlot Meddens Anouk Tigu                                    | 6–2, 6–2         |
| Перемога  | 12.  | 10 грудня 2006  | Key Biscayne, США                                      | Тверде   | Сорана Кирстя                  | Шерон Фічмен Катержина Ванькова                              | 6–3, 6–1         |
| Поразка   | 1.   | 27 січня 2007   | Відкритий чемпіонат Австралії з тенісу 2007, Австралія | Тверде   | Джулія Коен                    | Родіна Євгенія Сергіївна Арина Родіонова                     | 6–2, 3–6, 1–6    |
| Перемога  | 13.  | 10 червня 2007  | Paris, Франція                                         | Ґрунт    | Мілевська Ксенія Володимирівна | Сорана Кирстя Алекса Ґлетч                                   | 6–1, 6–4         |
| Перемога  | 14.  | 23 червня 2007  | Halle                                                  | Трава    | Катажина Пітер                 | Тайра Келдервуд Elena Chernyakova                            | 6–2, 6–1         |
| Перемога  | 15.  | 8 липня 2007    | Wimbledon, England                                     | Трава    | Анастасія Павлюченкова         | Дой Місакі Нара Курумі                                       | 6–4, 2–6, [10–7] |
| Перемога  | 16.  | 9 вересня 2007  | New York                                               | Тверде   | Мілевська Ксенія Володимирівна | Калашникова Оксана В\'ячеславівна Ликіна Ксенія Валентинівна | 6–1, 6–2         |

## Досягнення в одиночних змаганнях
| Турніри Великого шолома                |            |            |            |          |          |          |      |          |          |          |     |     |       |
| Відкритий чемпіонат Австралії з тенісу | A          | A          | A          | A        | 1р       | A        | 2р   | 1р       | A        | 1р       | 1р  | A   | 1–5   |
| Відкритий чемпіонат Франції з тенісу   | A          | A          | A          | 1р       | A        | Q1       | 2р   | 2р       | 1р       | Q1       | A   | A   | 2–4   |
| Вімблдонський турнір                   | A          | A          | 2р         | 2р       | A        | Q1       | 1р   | 2р       | 1р       | 2р       | Q2  | A   | 4–5   |
| Відкритий чемпіонат США з тенісу       | A          | A          | A          | 1р       | 2р       | 1р       | 1р   | 2р       | Q2       | 1р       | Q1  |     | 2–7   |
| Перемоги-Поразки                       | 0–0        | 0–0        | 1–1        | 1–3      | 1–2      | 0–1      | 2–4  | 3–4      | 0–2      | 1–3      | 0–1 | 0–0 | 9–21  |
| Олімпійські ігри                       |            |            |            |          |          |          |      |          |          |          |     |     |       |
| Теніс на Олімпійських іграх            | Not Held   | Not Held   | A          | Not Held | Not Held | Not Held | 2р   | Not Held | Not Held | Not Held | A   | NH  | 1–1   |
| Турніри WTA Premier                    |            |            |            |          |          |          |      |          |          |          |     |     |       |
| Мастерс Індіан-Веллс                   | A          | A          | 1р         | 4р       | A        | 3р       | 1р   | 4р       | 1р       | К1р      |     |     | 8–6   |
| Мастерс Маямі                          | A          | A          | 1р         | A        | A        | 1р       | 1р   | 2р       | 1р       | 2р       |     |     | 2–6   |
| Мастерс Мадрид                         | Not Held   | Not Held   | Not Held   | A        | A        | A        | A    | 1р       | К1р      | A        |     |     | 1–1   |
| China Open (теніс)                     | Not Tier I | Not Tier I | Not Tier I | 1р       | A        | К1р      | 1р   | 2р       | A        | A        |     |     | 1–3   |
| Турніри WTA Premier                    |            |            |            |          |          |          |      |          |          |          |     |     |       |
| Dubai Tennis Championships             | Not Tier I | Not Tier I | Not Tier I | 2р       | A        | A        | NP5  | 1р       | A        | A        | NP5 |     | 1–2   |
| Qatar Ladies Open                      | Not Tier I | Not Tier I | 1р         | Not Held | Not Held | NP5      | 1р   | 3р       | A        | A        |     |     | 2–3   |
| Мастерс Рим                            | A          | A          | A          | A        | A        | К1р      | A    | 2р       | LQ       | 1р       |     |     | 1–2   |
| Мастерс Цинциннаті                     | Not Tier I | Not Tier I | Not Tier I | 1р       | A        | A        | 3р   | К1р      | К1р      | К1р      |     |     | 2–1   |
| Мастерс Канада                         | A          | A          | A          | A        | A        | A        | 1р   | A        | LQ       | К1р      |     |     | 0–1   |
| Toray Pan Pacific Open                 | A          | A          | A          | 1р       | A        | 1р       | 3р   | 1р       | NP5      | NP5      | NP5 |     | 2–4   |
| Загальна статистика                    |            |            |            |          |          |          |      |          |          |          |     |     |       |
| Титули                                 | 0          | 0          | 0          | 0        | 0        | 0        | 0    | 0        | 0        | 0        |     |     | 0     |
| Фінали reached                         | 0          | 0          | 0          | 0        | 0        | 0        | 1    | 0        | 0        | 1        |     |     | 2     |
| Разом Перемоги-Поразки                 | 6–3        | 4–3        | 4–8        | 15–24    | 1–3      | 10–11    | 7–13 |          |          |          |     |     | 47–65 |

## Парний розряд performance timeline
| Турніри Великого Шлему                 |     |     |     |     |     |     |  |      |
| Відкритий чемпіонат Австралії з тенісу | A   | 2р  | 1р  | A   | 2р  | A   |  | 2–3  |
| Відкритий чемпіонат Франції з тенісу   | 1р  | ЧФ  | A   | A   | 1р  | A   |  | 3–3  |
| Вімблдонський турнір                   | A   | 1р  | A   | 2р  | 3р  | A   |  | 3–3  |
| Відкритий чемпіонат США з тенісу       | 1р  | 1р  | 1р  | A   | A   | A   |  | 0–3  |
| Перемоги-Поразки                       | 0–2 | 4–4 | 0–2 | 1–1 | 3–3 | 0–0 |  | 8–12 |

## Рекорди з гравцями першої 10-ки
- Франческа Ск'явоне 3–0
- Ана Іванович 2–2
- Даніела Гантухова 4–2
- Маріон Бартолі 1–0
- Чакветадзе Анна Джамбулілівна 1–0
- Єлена Докич 1–0
- Мартіна Хінгіс 1–0
- Єлена Янкович 2–0
- Кузнецова Світлана Олександрівна 1–1
- Флавія Пеннетта 1–0
- Агнешка Радванська 1–3
- Вікторія Азаренко 0–1
- Дате-Крумм Кіміко 0–1
- Сара Еррані 0–1
- Анджелік Кербер 0–1
- Петра Квітова 0–1
- Лі На 0–1
- Мискіна Анастасія Андріївна 0–1
- Петрова Надія Вікторівна 0–1
- Патті Шнідер 0–1
- Суґіяма Ай 0–1
- Вінус Вільямс  1–2
- Марія Шарапова 0–2
- Каролін Возняцкі 0–4
- Серена Вільямс 0–5